# Put začina
Put začina je bio trgovački pomorski put od Europe do Indije pa dalje do Molučkih otoka ili "otoka začina" kako su u to vrijeme bili nazivani, koji se otvorio nakon portugalskih pomorskih otkrića u 15. i početkom 16. stoljeća

## Putanja
Ovaj put je vodio od Lisabona oko Rta dobre nade prema Istočnoj Africi i preko Arapskog mora do Goe, Calicuta ili Cochina na Malabarskoj obali na jugozapadu Indije. Odatle je put išao dalje oko Indije i Cejlona (danas Šri Lanka) preko Bengalskog zaljeva kroz Malajski prolaz, preko Sundskog i Bandskog mora do otoka začina, među ostalim Ambon, Tidore i Ternate.

## Trgovačka roba
Tim novim trgovačkim putom uvoženi su u Europu papar, klinčići, muškatni oraščići i cimet. U srednjovjekovnoj Europi pa sve do ranog novog vijeka ti začini su imali ogromnu vrijednost jer se nisu koristili samo za pripremu jela, nego i kao konzervans, a bili su i neizostavna podloga za izradu lijekova. Osim toga, i tamjan je bio vrlo važna uvozna roba s tog puta.

## Posljedice pronalaska puta
Inicijativa da se krene u potragu za morskim putom za Indiju potekla je od portugalskog princa Henrika Moreplovca, a dovršena je istraživačkim putovanjem Vasca da Game 1498. Time su Portugalci iz trgovine začinima isključili posredovanje indijskih, perzijskih, arapskih, turskih i venecijanskih trgovaca. Kad se na sve provizije dodala još i visoka carina Osmanskog carstva, cijena začina je u Europi bila ogromna. Slamanjem tog trgovinskog monopola Venecijanaca, Turaka i Arapa u trgovini začinima, njihova je cijena u Europi postala pristupačnija i narasla je i potražnja i ponuda.
U razdoblju između 1506. i 1570. portugalska kruna je uz pomoć Casa da Índia nametnula službeni kraljevski monopol nad uvozom i prodajom začina. Taj je trgovinski monopol bio vrlo profitabilan i ojačao je vlastiti kapital kao i kreditnu sposobnost portugalske države.
Otkriće i korištenje tog gospodarski vrlo povoljnog morskog puta vrlo je nepovoljno utjecalo na staru kopnenu trgovinu s Azijom koja se odvijala putom svile i putom tamjana.

## Put začina i europska ekspanzija
1580. se spojio sa Španjolskom u personalnoj uniji. U isto vrijeme, Nizozemci su vodili svoj 80-godišnji rat za nezavisnost protiv španjolske krune. Zbog toga su njihovi napadi od kasnog 16. stoljeća bili usmjereni i protiv Portugala. Malo po malo, nizozemske trgovačke kompanije kao što je bila Nizozemska istočnoindijska kompanija preuzimaju portugalske ispostave u Istočnoj Aziji i preuzimaju kontrolu nad putom začina. Najvažnije krajnje točke tog puta postale su Batavia (danas Jakarta) i Antwerpen, a kasnije i Amsterdam.
Kako je ova prekomorska trgovina bila vrlo unosna, i druge europske države su od početka 16. stoljeća počele poticati otkrivačka putovanja i stvarati i provoditi kolonijalne projekte. Tako je dijelom nasilno otvaranje puta začina postalo polazište europske ekspanzije i koloniziranja velikih područja zemlje od strane Portugalaca, Španjolaca, Engleza, Nizozemaca i Francuza.